# واکنشگاه آب سنگین

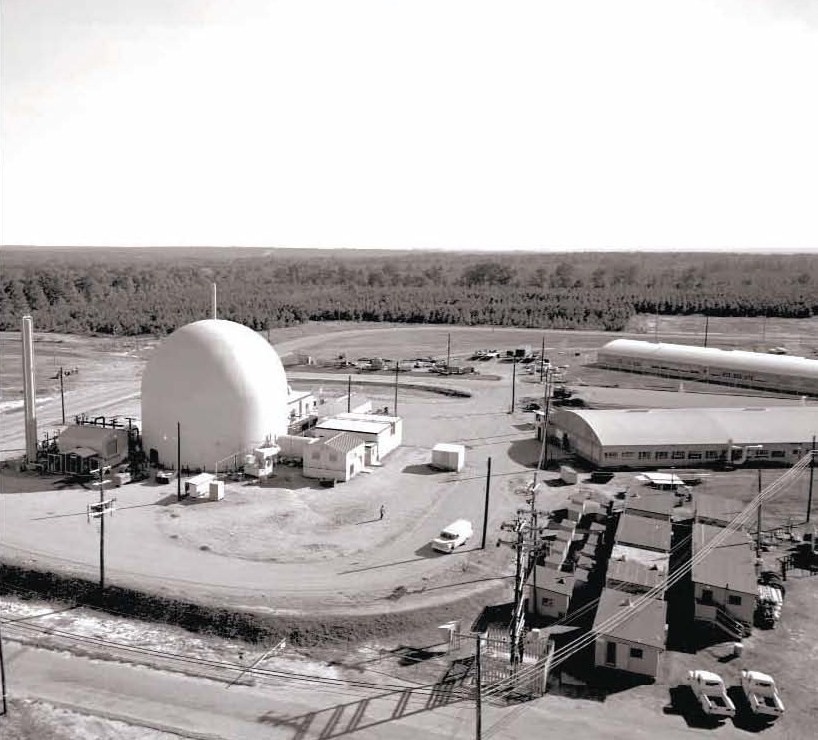
واکنشگاه آزمایشی آب سنگین در کارولینای جنوبی در ۱۹۶۲ میلادی

واکنشگاه آب سنگین یا رِآکتور آب سنگین (به انگلیسی: Heavy-Water Reactor) معروف به واکنشگاه‌های HWR، از انواع واکنشگاه هسته‌ای صنعتی نوین در نیروگاه‌های هسته‌ای در جهان است که از انرژی هسته‌ای استفاده می‌کند.
این واکنشگاه‌ها با آب سنگین (D₂O یا اکسید دوتریوم) کار می‌کنند، از آب سنگین به عنوان  کُندکننده نوترون و خنک‌کاری استفاده می‌شود. به دلیل مقطع جذب نوترونی پایین آب سنگین، راکتورهای آب سنگین قادرند با سوخت اورانیوم طبیعی نیز کار کنند، به همین دلیل تولید آب سنگین به بحث‌های مربوط به جلوگیری از توسعه سلاح‌های هسته‌ای مربوط است.
1. شماتیک طراحی رآکتور کاندو راکتورهای آب سنگین تجاری
2. ثبت اختراع اولیه برای یک راکتور آب سنگین، توسط انریکو فرمی و لئو زیلارد
3. شیکاگو پیل-۳، اولین رآکتور آب سنگین جهان، ساخته شده در سال ۱۹۴۳ برای پروژه منهتن
4. نیروگاه هسته‌ای بروس، یکی از بزرگ‌ترین نیروگاه‌های کاندو در کانادا
5. نیروگاه هسته‌ای کایگا، یکی از بزرگ‌ترین نیروگاه‌های راکتور آب سنگین تحت فشار هند.

## تاریخچه
آزمایش‌های «شمع اتمی» (Atomic pile) پس از کشف شکافت هسته‌ای در سال ۱۹۳۸ در سراسر اروپا و آمریکای شمالی انجام شدند. تنها منبع تأمین آب سنگین، نیروگاه برق‌آبی ویمورک (Vemork) در نروژ بود. کل ذخیرهٔ جهانی آب سنگین برای انجام آزمایش‌ها به پاریس فرستاده شده بود، اما در جریان سقوط فرانسه به‌صورت قاچاقی به انگلستان منتقل شد. در نوامبر ۱۹۴۰، «هانس فون هالبان» و «لِو کووارسکی» در دانشگاه کمبریج یکی از نخستین آزمایش‌های انبار اتمی با کندکنندهٔ آب سنگین را انجام دادند که در آن تولید خالص نوترون اندازه‌گیری شد.
در سال ۱۹۵۸، «پاتریک بلکت» دربارهٔ «فردریک ژولیو-کوری» نوشت: «شکی نیست که اگر جنگ رخ نداده بود، نخستین واکنش زنجیره‌ای خودپایدار جهان در فرانسه تحقق می‌یافت.»"
از اواخر سال ۱۹۴۰، برنامهٔ تسلیحات هسته‌ای آلمان نازی بر استفاده از انبارهای آب سنگین به عنوان مسیر دست‌یابی به راکتور تمرکز یافت و گرافیت را به دلیل اندازه‌گیری‌های نادرست «والتر بوته» کنار گذاشتند. این تلاش‌ها در آزمایش B-VIII به اوج خود رسید.
پروژهٔ منهتن دو مسیر متفاوت را برای دستیابی به سلاح‌های پلوتونیومی دنبال کرد: راکتورهایی با کندکنندهٔ گرافیت و راکتورهایی با کندکنندهٔ آب سنگین. پروژه پی-۹ مسئول تأمین آب سنگین بود. در سایت A، در کنار CP-2، راکتور شیکاگو پیل-۳ به‌عنوان نخستین راکتور آب سنگین جهان ساخته شد و در ماه مه ۱۹۴۴ به حالت بحرانی رسید.
در سپتامبر ۱۹۴۵، راکتور ZEEP در کانادا به حالت بحرانی رسید؛ این پروژه حاصل تلاش گروهی از دانشمندان اروپایی بود که از مشارکت در هستهٔ مرکزی پروژهٔ منهتن کنار گذاشته شده بودند.
کانادا توسعهٔ راکتورهای آب سنگین را با ساخت راکتور تحقیقاتی NRX ادامه داد و در نهایت به طراحی تجاری رآکتور کاندو دست یافت. در ایالات متحده نیز از دههٔ ۱۹۵۰، راکتورهای آب سنگین برای تولید پلوتونیوم و تریتیوم در سایت رودخانه ساوانا مورد استفاده قرار گرفتند.
راکتورهای آب سنگین (HWR) همچنین به عنوان نخستین راکتورهای تحقیقاتی در بسیاری از کشورها انتخاب شدند؛ از جمله راکتور EL-1 در فرانسه، راکتور سوم TVR در اتحاد جماهیر شوروی، و نخستین راکتور HWRR در چین.

## دسته‌بندی
راکتورهای آب سنگین (HWR) را می‌توان بر اساس نوع طراحی به دو دسته طراحی با پوستهٔ فشاری (pressure-shell) و طراحی با لولهٔ فشاری (pressure-tube) تقسیم کرد.
همچنین این راکتورها را می‌توان بر اساس نوع مادهٔ خنک‌کننده دسته‌بندی کرد. گزینه‌های خنک‌کننده شامل موارد زیر هستند:
- آب سنگین جوشان
  - راکتور هالدن
- رآکتور آب سنگین فشرده
- آب سبک جوشان
- راکتور هسته‌ای آلی (خنک‌کننده‌های آلی)